# Пушкарі (Ріпкинська селищна громада)
Пушкарі́ — село в Україні, у Ріпкинській селищній громаді Чернігівського району Чернігівської області. Населення становить 194 осіб. До 2020 орган місцевого самоврядування — Пушкарівська сільська рада. Пушкарівській сільській раді було підпорядковане село Високинь.

## Історія
Колишнє державне та власницьке село при річці Хохла, станом на 1885 - 392 особи, 71 двір, діяла православна церква. Входило до Петрушинської волості — історичної адміністративно-територіальної одиниці Городнянського повіту Чернігівської губернії з центром у селі Петруші.
12 червня 2020 року, відповідно до розпорядження Кабінету Міністрів України № 730-р «Про визначення адміністративних центрів та затвердження територій територіальних громад Чернігівської області», увійшло до складу Ріпкинської селищної громади.
19 липня 2020 року, в результаті адміністративно - територіальної реформи та ліквідації Ріпкинського району, село увійшло до складу Чернігівського району Чернігівської області.

## Населення

### Мова
Розподіл населення за рідною мовою за даними перепису 2001 року:
| Мова       | Кількість | Відсоток |
| ---------- | --------- | -------- |
| українська | 191       | 98.45%   |
| білоруська | 2         | 1.03%    |
| російська  | 1         | 0.42%    |
| Усього     | 194       | 100%     |

## Господарство
Функціонують:
- Селянське (фермерське) господарство. Вид діяльності: вирощування зернових культур.[5]
- Селянське (фермерське) господарство "НИВА". Вид діяльності: вирощування зернових культур.[6]